# Nadalj
Nadalj (en serbe cyrillique : Надаљ ; hongrois : Nádalja) est une localité de Serbie située dans la province autonome de Voïvodine. Elle fait partie de la municipalité de Srbobran dans le district de Bačka méridionale. Au recensement de 2011, elle comptait 1 995 habitants.
Nadalj est officiellement classé parmi les villages de Serbie.

## Démographie

### Évolution historique de la population
| 1948  | 1953  | 1961  | 1971  | 1981  | 1991  | 2002  | 2011  |
| ----- | ----- | ----- | ----- | ----- | ----- | ----- | ----- |
| 2 554 | 2 490 | 2 441 | 2 163 | 2 042 | 1 952 | 2 202 | 1 995 |

|  |